# Ioan Brezoianu

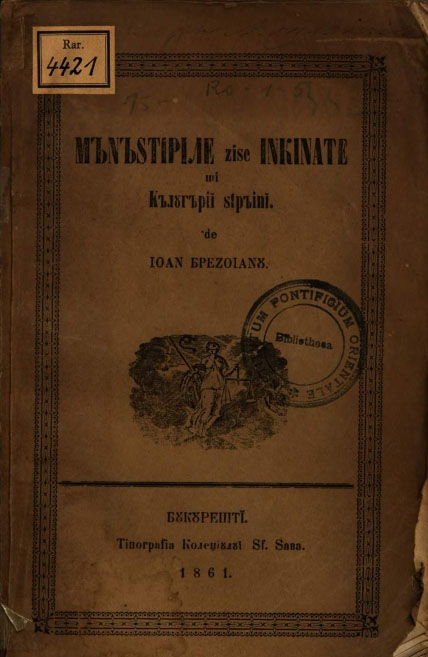
Mănăstirile zise închinate și călugării străini. Coperta primei ediții, cu caractere chirilice.

Ioan Brezoianu (alternativ: Ion Brezoianu, n. 1817, București – d. 1883) a fost un dascăl și publicist român, care a avut o contribuție importantă în organizarea școlilor normale și rurale din Țara Românească. A tradus mai multe cărți de învățământ și a publicat câteva cărți proprii.

## Biografie
Ioan Brezoianu s-a născut la București. A urmat școala la Sf. Sava, unde a fost coleg cu viitorul președinte al Consiliului de Miniștri I. Em. Florescu și cu arhitectul Alexandru Orăscu. Profesor de matematici era Petrache Poenaru, cu care elevii de la Sf. Sava făceau măsurători de moșii. După ce a terminat cursurile, Brezoianu a fost trimis profesor la școala superioară din Cerneți, oraș care la acel moment era centrul județului Mehedinți.
La Cerneți, între 1837 și 1839 Brezoianu s-a ocupat pe de o parte de educarea viitorilor învățători, pe de alta a cutreierat județul pentru a stabili locurile unde aveau să fie ridicate de către primăriile comunale școli. În toamna lui 1839, prin truda sa și a elevilor săi, în Mehedinți funcționau 260 de școli și erau înscriși 5000 de elevi. Brezoianu a mai predat în anul școlar 1839-1840, însă apoi a fost închis întrucât a fost suspectat a fi luat parte la complotul urzit de Mitică Gr. Filipescu împotriva domnul Alexandru Ghica.
După 6 luni de închisoare a fost eliberat. Rămas fără slujbă, a fost luat de Ion Heliade Rădulescu la Curierul Românesc, unde traducea din jurnalul german de Frankfurt, care era admis de cenzură. După căderea lui Ghica, Brezoianu a fost încredințat cu organizarea învățământului la Câmpulung Muscel. Ca răsplată pentru munca sa, Bibescu l-a ridicat în dregătoria de pitar.
În anul revoluționar 1848 Brezoianu s-a dus la București pentru a se pune la dispoziția capilor revoluției. Refugiat cu Heliade-Rădulescu în octombrie 1848 la Brașov, s-a întors în 1849 la Câmpulung, unde a fost arestat de prefect. Trimis la București, a fost închis pentru câteva luni de comisia româno-rusă care-i judeca pe revoluționari.
După aceasta a fost însărcinat să înființeze o școală de candidați, la Ploiești, și să organizeze învățământul rural în județul Prahova. Întors la București, a lucrat la Obșteasca epitropie a orfanilor. Drumul i s-a intersectat cu figuri precum Grigore Alexandrescu, Alexandru Odobescu și Nicolae Filimon.
A făcut parte din Divanul ad-hoc al Valahiei.  A fost de asemenea membru în comisia însărcinată să elaboreze raportul despre secularizarea averilor mănăstirești, sub președinția lui Filaret Scriban și cu colaborarea lui B. P. Hasdeu. Din această activitate avea să se materializeze și cartea Mănăstirile zise închinate și călugării străini.
În 1862, sub domnia lui Alexandru Ioan Cuza, Brezoianu a fost numit consilier la Curtea de Apel din București. Din 1868 a fost pentru cca. 4-5 ani membru în Comitetul general al teatrelor.